# 皮洛尼亚
皮洛尼亚，是西班牙阿斯图里亚斯的一个市镇。总面积284平方公里，总人口8608人（2001年），人口密度30人/平方公里。